# Fontana luminosa del Valentino (Torino)
La fontana luminosa o fontana danzante di Torino è una fontana con giochi d'acqua, giochi di luce e musica sincronizzati, posta all'estremo nord-est del parco del Valentino di Torino, di cui per alcuni decenni è stata una celebre attrazione. È sita nell'area prativa racchiusa tra il Corso Vittorio Emanuele II e Viale Virgilio, nei pressi del ponte Umberto I, ed è oggi inattiva e in stato di degrado.

## Storia
La Fontana fu progettata dall'ingegner Stahl nel 1954 e costruita nei Giardini Reali in occasione della Mostra Floreale tenutasi nel 1955. Fu inaugurata il 19 aprile 1955 ed il quotidiano cittadino La Stampa la definì il bolide di acqua e di luce.  Al termine della mostra, l'Associazione Orticola donò la fontana al Comune di Torino, che la traslò nel parco del Valentino ove si trova tuttora.

L'installazione era dotata di 142 getti d'acqua, in parte muniti di meccanismi mobili sincronizzati con l'impianto audio, che consentivano ai getti movenze ritmiche di grande effetto visivo. L'acqua era inoltre illuminata da 95 sorgenti luminose nascoste nella vasca, di cui 73 erano a colori e illuminavano i getti d'acqua in tenui tinte pastello. La fontana ebbe da subito un grande riscontro di pubblico e divenne in breve una celebre attrazione torinese, ritratta anche in decine di differenti cartoline. 

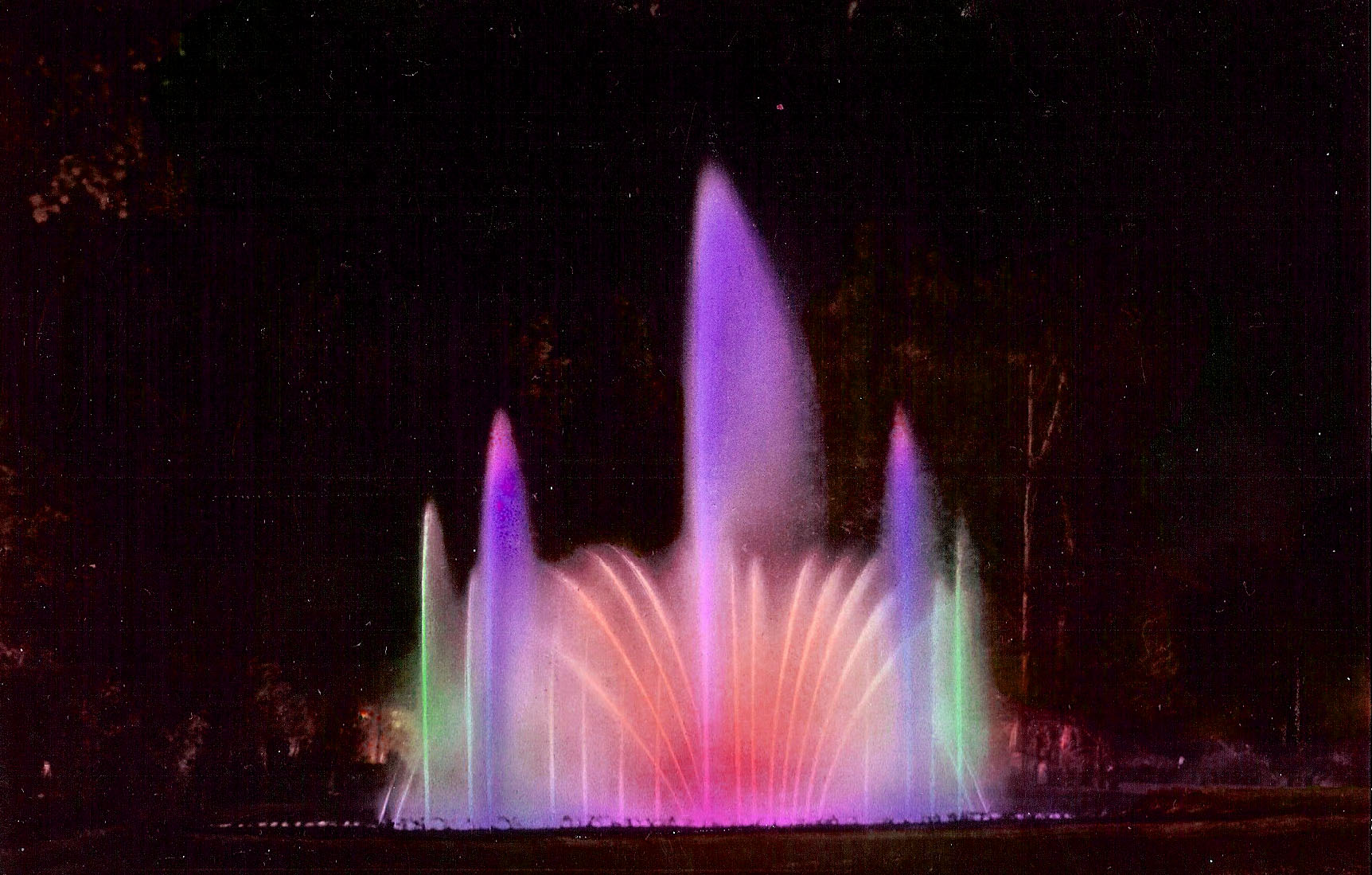
La fontana luminosa di Torino nel 1961, con l'illuminazione progettata dall'ingegner Chiarelli

All'approssimarsi delle celebrazioni per il centenario dell'unità d'Italia, il comune stabilì di far rientrare anche la fontana luminosa tra le attrattive da predisporre per i festeggiamenti di Italia '61. Ne affidò quindi l'ammodernamento e la revisione tecnica - in particolare dei giochi di luce - all'ingegner Guido Chiarelli, già noto per aver enormemente migliorato l'illuminazione pubblica cittadina. L'impianto fu munito di 31 pompe che alimentavano numerosi getti verticali, di cui tre ad alta pressione, getti diagonali, getti a raggiera, alcuni dei quali mobili a ventaglio, e due giranti.
Durante i primi dieci anni di attività la fontana offriva tutte le sere uno spettacolo gratuito di musica sincronizzata con giochi d'acqua e di luce della durata di circa 45 minuti, che la collocarono tra le attrazioni più visitate ed amate di Italia '61. A partire dal 1965 la fontana iniziò ad attraversare un periodo di alterne fortune: dapprima disattivata, ritornò brevemente in funzione nel 1968. Dopo una completa revisione tornò pienamente funzionante nel 1978, ma il suo impiego divenne progressivamente sempre più saltuario. Nel corso degli anni '80 venne impiegata per lo più come una normale fontana urbana statica a getti verticali fissi, fino al degrado complessivo della struttura. Nel 1994 la fontana, da tempo ridotta in discarica, venne ripulita e ancora una volta rimessa parzialmente in funzione.
In vista delle Olimpiadi invernali di Torino del 2006 la fontana, pur senza tornare agli antichi splendori, venne parzialmente riattivata. Già nel 2009 però venne nuovamente disattivata e abbandonata all'incuria e al degrado.
Nel pomeriggio del 14 gennaio 2025 un incendio, probabilmente provocato da senzatetto che vi trovavano rifugio, si è sviluppato nel locale macchine della fontana.

## Iniziative di rilancio dell'opera
Nel 2020 un gruppo di cittadini torinesi ha lanciato un progetto unito ad una petizione per il restauro ed il ripristino di quest'opera, che era stata tanto amata e tanto lustro aveva dato alla città, raccogliendo settecento firme. L'iniziativa proposta ha carattere operativo e vedrebbe coinvolti capitali privati dietro il beneplacito del comune.
Nel 2021 la proposta di ripristino è stata portata in consiglio comunale sotto forma di mozione dalla consigliera Federica Scanderebech, ed è stata approvata con venticinque voti a favore.
All'entusiasmo iniziale sono seguite difficoltà burocratiche e richieste di valutazioni tecniche ed economiche, unite a dubbi sull'affidare a un soggetto privato un recupero così importante, che hanno portato nuovamente in stallo il progetto di rilancio della fontana.